# 機動戦士ガンダムSEED 連合vs.Z.A.F.T.
『機動戦士ガンダムSEED 連合vs.Z.A.F.T.』（きどうせんしガンダムシード れんごうバーサスザフト、通称「連ザ」）は、カプコンが開発しバンプレストが発売した対戦型アクションゲーム。「機動戦士ガンダム vs.シリーズ」のアーケード版第5作。2005年7月中旬に稼動を開始した。
後に他機種でも発売された（#他機種版）。また続編『機動戦士ガンダムSEED DESTINY 連合vs.Z.A.F.T.II』が2006年6月29日に稼動開始した。

## システム
これまでの同シリーズは『機動戦士ガンダム』における宇宙世紀世界を舞台にしていたが、今作では『機動戦士ガンダムSEED』の世界観（コズミック・イラ）を舞台にしている。
また、過去のゲームシステムを踏襲しつつも、カプコンが2003年に発売したニンテンドー ゲームキューブ用ゲーム『ガチャフォース』のシステムを新たに取り入れているため、過去の戦法の中には今作ではそのまま使えないものも存在する。
基本的なゲームシステム及びルールは『機動戦士ガンダム ガンダムvs.Ζガンダム』までと同じであるが、以下の変更が加えられた。

### 戦闘の高速化
後述のブーストダッシュの導入と体感スピードの変化により、以前に比べ全体的な戦闘速度が大幅に上がっている。

### 宇宙空間ステージの削除
厳密にはヤキン・ドゥーエなどの宇宙建造物などでの戦闘は存在するが、『連邦vsジオンDX』以来導入されていた宇宙空間での戦闘が削除されている。これにより、初代『連邦vsジオン』以来となる、全てのステージに地表と重力が存在するシステムに変更された。
なお、従来作では地上用と宇宙用で別々のMSを選択し、ステージに合わせて乗り換えていたが、本作では選択するMSは一つだけになり、そのMSで最後まで戦う方式となった。ただし、これにより宇宙ステージで本来地上用のバクゥや水中用のグーンに乗るなど、矛盾点も出ている。

### コスト表記の変更
これまでの同シリーズでは数字で表記されていたが、今作では星の数で表記されている。星の数が少ないほどコストは低い。（※今作でも攻略本やネットでは数値で示している。ちなみに総コストは1000で機体のコストは各機体を参照）

### ブーストダッシュ
空中にて素早くジャンプボタンを2回押すことにより、ブーストダッシュ状態へと変わる。これによりブーストゲージが尽きるまでの間移動スピードが上昇、空中ではステップなどの地上と同様の動作が可能となり、新たなる戦法を編み出させることとなる。これにより、モンキー撃ちと呼ばれるジャンプとブーストを駆使した戦法は影を潜めることとなった。またイージス、レイダー、PS2版のセイバー、カオス等の可変型MSはブーストダッシュによりMA形態へと変形する（同じ可変MSでもザウートだけは例外）。ただしブーストダッシュを行うと強制的に変形し、他の機体のような通常のブーストダッシュを行うことは出来ない。また、ブーストダッシュ中に敵が上方、下方にいた時、ロックオンした敵を参照して宙域さながらに移動するようになっており、過去のシリーズとは違う戦い方が望まれる。

### 格闘コンボ
従来作の格闘ボタン連打による格闘コンボに加え、レバーを加えることでそれに対応した格闘が出せるようになった。

### チャージショット
一部MSはタメ押しをすることで強力な攻撃を出すことができるようになっている。

### シールドガード
シールドを持つMS限定ではあるが、レバーを素早く下上に入れることでシールドを前に突き出し、攻撃を無効化することができる。また、格闘をシールドガードで防いだ場合、相手を吹き飛ばし、有利な状況に持ち込むことが可能となる。また、今作ではこれまで隠しデータであったシールド耐久数値が撤廃され、シールド破壊はなくなっている。
しかしシールドガードは狙って出すこと自体が難しく、また相手の攻撃をガードするタイミングもシビアであることや、側面と後方が無防備になること、ブーストゲージを多少消費すること等からガードを使わずに後述のステップキャンセルなどで回避したほうが、後の展開を有利に持ち込める。なおシールドガードはアピールの一環として加えたもので、ゲームバランスには影響しないように留意したとの開発者発言（「ファミ通」の家庭用第一報が載った際のインタビューより）もある。

### 覚醒
『ガンダムvs.Ζガンダム』までは1チーム共有であった覚醒ゲージは各プレイヤーに与えられ、覚醒ゲージがMAXに達した時から自由に出せるようになった。効果としては全機体共通の起きあがりができないきりもみ落下を含めたダメージモーションからの強制起きあがり(ダメージ中覚醒を発動した場合、覚醒時間は3割削られる)、ブースト、残弾の回復、攻撃、防御、機動の全てが上昇する。

### BGM
対戦時はランダム、通常プレイではあるステージにて、T.M.Revolution「INVOKE-インヴォーク-」またはFictionJunction YUUKA「暁の車」がBGMとして流れる事がある。なお、制限時間30秒を切ると、強制的にSee-Saw「あんなに一緒だったのに」がBGMとして流される（PS2版での対戦モードではBGMの選択、試聴が可能）。

### パイロット指定（～8/22まで）
従来作では陣営を選択した後パイロットネームを決定し、最後にMSを選択する方式を取っていたが、今作では先にMSを選び、パイロットを選択する方式に変更され、パイロットネームは一般兵を選択した場合のみ入力する。なお、キラなど既存キャラクターは選択したMSに居る場合のみ選択が可能である。また、これまで同様ペア側が選択したパイロットが既存キャラクターであった場合、そのキャラクターを選択することはできない。反対に、対戦者側が既存キャラクターを使用していたとしても、プレイヤー側は同キャラクターを選択することができる。8月22日以降隠し要素として自由選択が解禁となった。
また、方式が変更された過程で陣営選択は削除され、パイロットを参照して自動的に陣営が選択されるようになった。

### ルート選択の削除
従来作ではいくつかのルートから一つを選択し、ステージを攻略していくのだが、本作では削除され、MSごとに決められたステージを攻略していく形となった（基本的には原作の流れを追うように進行していくが、グーンやバクゥなど地上用のモビルスーツを使用すると地上ステージが多くなるなど差異もある）。
なお、続編である『機動戦士ガンダムSEED DESTINY 連合vs.Z.A.F.T.II』では復活している。

### 自由編成、鹵獲機カラーの削除
従来作ではプレイヤーとそのペアが連邦側ならば連邦に属するキャラクターのみ指定することが可能であったが、今作では連合、ブルーコスモス、ザフト、オーブ、三隻同盟の所属を問わず、それぞれ他勢力のキャラクター同士での編成が可能となった。その一方、別勢力カラーを表す鹵獲機カラーは削除されている（PS装甲設定によるカラーリングの制約のため。ただしPS装甲の概念自体は本作には最終的に採用されなかった）。

### ダウンについて
今まででは空中で攻撃を受けた場合、シールドで防がない限り必ずダウンしていたが、今作では特定のヒット数（「ダウン数値」が一定値を超えたとき）、特定の武器を食らう以外では空中でダウンすることは無くなった。

### 指令の変更
従来作では味方CPUへの指示はノーマル、射撃重視、格闘重視、援護重視、回避重視の5つになっていたが、本作では射撃重視と格闘重視は廃止され、新たにプレイヤーが狙う敵を攻撃する「集中」とプレイヤーが狙う敵以外を攻撃する「分散」が追加された。

### アーケードモードの追加要素
従来作では、アーケードモードは敵軍戦力ゲージをゼロにすることのみが勝利条件であったが、本作ではステージによって「ターゲットを撃破」という勝利条件が与えられる場合がある。この条件で開始されたステージの場合、敵軍に戦力ゲージの概念がなくなり、ターゲットとして指定された敵機を撃破すると勝利となる（逆に言うと、ターゲット以外の敵を何機倒してもクリア出来ない）。

### 解禁要素
- 8月22日よりパイロット指定システムが解除され、自由にMSの搭乗が可能となった。
- 9月26日よりキラ私服、カガリレジスタンス服が追加、NPCに『機動戦士ガンダムSEED DESTINY』よりシン・アスカとインパルスガンダム系3種追加。
- 10月11日よりNPC専用であったシンとインパルス3種が使用可能。この解禁を持って全ての要素が出尽くした。

### ステップキャンセル
ステップキャンセルとは、ステップ動作とジャンプ動作を交互に行う回避行動。ステキャンなどと略される事も多い。
ステップは相手の攻撃を回避する動作だが、ステップ後に隙が生じてしまうのが弱点であった。しかしステップ後ジャンプ動作を行い、ステップ後の隙を省略（キャンセル）し、隙のない回避行動をとる事ができるのがステップキャンセルである。相手の格闘攻撃をステップキャンセルで回避できれば、大きなアドバンテージが得られるため特に格闘攻撃に威力を発揮する。
相手が自機至近でステップキャンセルを行った場合、基本的には相手側に有利な態勢となってしまう。しかし相手と同様にステップキャンセルをおこなう事によって、五分の状況に持ち返す事が可能である。結果、相手と自機が互いにステップキャンセルを行いつつ相手の隙をうかがうという状況が発生する。これを俗にステップ合戦という。
ステップキャンセルは開発者側が用意したシステムではないが、ゲーム稼動後1～2ヶ月後にはプレイヤー同士の対戦を行う場合に必須となる回避技術として広まった。なおステップキャンセルの発祥については詳しくはわからないが、ロケテストが行われていた2005年7月ごろには、同ゲームの話題を取り扱う掲示板で既に取り扱われており、かなり早い段階からその技術が生みだされていた事を推測する事ができる。

## モビルスーツ・パイロット

### 地球連合軍
- GAT-X105+AQM/E-X01 エールストライクガンダム（コスト:450 ★3.5）
- GAT-X105+AQM/E-X02 ソードストライクガンダム（コスト:450 ★3.5）
- GAT-X105+AQM/E-X03 ランチャーストライクガンダム（コスト:450 ★3.5）
- GAT-X105 ストライクガンダム（ビームライフル装備）（コスト:420 ★3）
- GAT-X105 ストライクガンダム（バズーカ装備）（コスト:420 ★3）
- GAT-X370 レイダーガンダム（コスト:450 ★3.5）
- GAT-X131 カラミティガンダム（コスト:450 ★3.5）
- GAT-X252 フォビドゥンガンダム（コスト:450 ★3.5）
- GAT-01 ストライクダガー（コスト:280 ★2.5）

### ザフト軍
- GAT-X303 イージスガンダム（コスト:450 ★3.5）
- GAT-X207 ブリッツガンダム（コスト:450 ★3.5）
- GAT-X103 バスターガンダム（コスト:450 ★3.5）
- GAT-X102 デュエルガンダム（コスト:420 ★3）
- GAT-X102 デュエルガンダム アサルトシュラウド（コスト:450 ★3.5）
- ZGMF-1017 ジン（マシンガン装備）（コスト:270 ★2）
- ZGMF-1017 ジン（バズーカ装備）（コスト:270 ★2）
- ZGMF-1017 ジン（特火重粒子砲装備）（コスト:270 ★2）
- ZGMF-1017 ジン（大型ミサイル装備）（コスト:280 ★2.5）
- ZGMF-LRR704B 長距離強行偵察複座型ジン（コスト:270 ★2）
- UWMF/S-1 ジン・ワスプ（水中戦用装備）（コスト:210 ★1）
- TMF/S-3 ジン・オーカー（砂漠戦用装備）（コスト:210 ★1）
- YMF-01B プロトタイプジン（コスト:210 ★1）
- AMF-101 ディン（コスト:270 ★2）
- AMF-101 指揮官用ディン（コスト:280 ★2.5）
- TFA-2 ザウート（コスト:210 ★1）
- TMF/A-802 バクゥ（ミサイルポッド装備）（コスト:280 ★2.5）
- TMF/A-802 バクゥ（レールガン装備）（コスト:280 ★2.5）
- TMF/A-803 ラゴゥ（コスト:420 ★3）
- UMF-4A グーン（コスト:270 ★2）
- UMF-5 ゾノ（コスト:420 ★3）
- ZGMF-600 ゲイツ（コスト:280 ★2.5）
- ZGMF-600 指揮官用ゲイツ（コスト:420 ★3）
- ZGMF-X13A プロヴィデンスガンダム（コスト:560 ★4）
- ZGMF-X10A フリーダムガンダム（コスト:560 ★4）
- ZGMF-X09A ジャスティスガンダム（コスト:560 ★4）
- ZGMF-X56S/α フォースインパルスガンダム（コスト:450 ★3.5）
- ZGMF-X56S/β ソードインパルスガンダム（コスト:450 ★3.5）
- ZGMF-X56S/γ ブラストインパルスガンダム（コスト:450 ★3.5）

### オーブ連合首長国軍
- MBF-M1 M1アストレイ（コスト:280 ★2.5）
- MBF-02 ストライクルージュ（コスト:450 ★3.5）

### NPC専用
- LCAM-01XA アークエンジェル
- TS-MA2mod.00 メビウス・ゼロ
- FX-550 スカイグラスパー（エール）
- FX-550 スカイグラスパー（ランチャー）
- FX-550 スカイグラスパー（ソード）
- ZGMF-X10A フリーダム・M
- ZGMF-X09A ジャスティス・M
- メネラオス
- LCAM-01XB ドミニオン
- ガモフ
- ヴェサリウス
- レセップス
- クサナギ
- FFMH-Y101 エターナル
- イージス艦

### パイロット
- キラ・ヤマト（声 - 保志総一朗）
- ムウ・ラ・フラガ（声 - 子安武人）
- サイ・アーガイル（声 - 白鳥哲）
- トール・ケーニヒ（声 - 井上隆之）
- オルガ・サブナック（声 - 小田井涼平）
- クロト・ブエル（声 - 結城比呂）
- シャニ・アンドラス（声 - Shunn）
- アスラン・ザラ（声 - 石田彰）
- イザーク・ジュール（声 - 関智一）
- ディアッカ・エルスマン（声 - 笹沼尭羅）
- ニコル・アマルフィ（声 - 朴璐美）
- ラウ・ル・クルーゼ（声 - 関俊彦）
- ミゲル・アイマン（声 - 西川貴教）
- アンドリュー・バルトフェルド（声 - 置鮎龍太郎）
- アイシャ（声 - 平野文）
- マルコ・モラシム（声 - 竹村拓）
- カガリ・ユラ・アスハ（声 - 進藤尚美）
- アサギ・コードウェル（声 - 松本さち）
- マユラ・ラバッツ（声 - 倉田雅世）
- ジュリ・ウー・ニェン（声 - 佐藤ゆうこ）
- シン・アスカ（声 - 鈴村健一）
- 連合軍一般兵
- ザフト軍赤服兵
- ザフト軍一般兵
- オーブ軍一般兵

### オペレーター
- マリュー・ラミアス（声 - 三石琴乃）
- ミリアリア・ハウ（声 - 豊口めぐみ）
- ナタル・バジルール（声 - 桑島法子）
- ムルタ・アズラエル（声 - 檜山修之）
- フレドリック・アデス（声 - 川津泰彦）
- ラウ・ル・クルーゼ（声 - 関俊彦）
- ラクス・クライン（声 - 田中理恵）
- アンドリュー・バルトフェルド（声 - 置鮎龍太郎）
- マーチン・ダコスタ（声 - 笹沼尭羅）
- レドニル・キサカ（声 - 千葉一伸）
- ウズミ・ナラ・アスハ（声 - 大川透）
- メイリン・ホーク（声 - 折笠富美子）

## 他機種版
2005年11月17日にPlayStation 2（以下、PS2）への移植版が発売されたが、AC版と異なり4人対戦は不可能であった。2007年4月5日に、ミッションモードと4人対戦を追加した『機動戦士ガンダムSEED 連合vs.Z.A.F.T. PORTABLE』がPlayStation Portable（以下、PSP）で発売された。

### PS2版の追加要素
アーケード版ではCPU専用機体が自機として使用できるようになり、『機動戦士ガンダムSEED DESTINY』よりパイロット、モビルスーツが追加されている。
過去のシリーズのコンシューマー版にあった通信対戦モードや、コンシューマーオリジナルモードの追加は無く、「対戦」と「アーケード」の2モードだけとなっている。

#### 追加機体
- ZGMF-X23S セイバーガンダム（コスト:560 ★4）
- ZGMF-1000 ザクウォーリア（コスト:420 ★3）
- ZGMF-1000/A1 ガナーザクウォーリア（コスト:420 ★3）
- ZGMF-1000/A1 ガナーザクウォーリア（ルナマリア専用機）（コスト:420 ★3）
- ZGMF-1001/K スラッシュザクファントム（コスト:450 ★3.5）
- ZGMF-1001/M ブレイズザクファントム（コスト:450 ★3.5）
- ZGMF-X24S カオスガンダム（コスト:450 ★3.5）
- ZGMF-X31S アビスガンダム（コスト:450 ★3.5）
- ZGMF-X88S ガイアガンダム（コスト:450 ★3.5）

以下の機体は「対戦」でのみ使用可能
- TS-MA2mod.00 メビウス・ゼロ（コスト:210 ★1）
- FX-550 スカイグラスパー（エール）（コスト:210 ★1）
- FX-550 スカイグラスパー（ランチャー）（コスト:210 ★1）
- FX-550 スカイグラスパー（ソード）（コスト:210 ★1）
- ZGMF-X10A フリーダム・（ミーティア）（コスト:700 ★5）
- ZGMF-X09A ジャスティス・（ミーティア）（コスト:700 ★5）

#### 追加パイロット
- ルナマリア・ホーク（声 - 坂本真綾）
- レイ・ザ・バレル（声 - 関俊彦）
- アスラン・ザラ（Destiny / FAITH）（声 - 石田彰）
- イザーク・ジュール（Destiny / 白服）（声 - 関智一）
- ディアッカ・エルスマン（Destiny / 緑服）（声 - 笹沼尭羅）
- スティング・オークレー（声 - 諏訪部順一）
- アウル・ニーダ（声 - 森田成一）
- ステラ・ルーシェ（声 - 桑島法子）
- キラ・ヤマト（Destiny / オーブ服）（声 - 保志総一朗）

#### 追加オペレーター
- ネオ・ロアノーク（声 - 子安武人）

### PSP版の追加要素
PSP版オリジナルモードとして、連合もしくはザフトに所属する一兵卒として部隊を率いて司令部から与えられた任務をこなしつつ、様々な任務をクリアするミッションモードが追加された。ミッションモードの数は200ステージを超える。
従来の同シリーズでは世界地図上に点在するポイントからミッションを選択する、という形式だったが、本作ではリストから選択する形となっている。また、特定の機体を所持していないと選択できない、という特殊なミッションも存在する。
機体の選択に関しては、従来の同シリーズでは特定のミッションをクリアすることで新たな機体が手に入る、といったシステムになっていたが、本作ではミッションを一つクリアするごとに機体ごとに用意されたゲージが溜まっていき、ゲージが満タンになるとその機体を新たな機体と交換する、という形で手に入れる。元々使っていた機体は失うため、従来よりも機体選択の幅は狭まっている。
また、アドホックモードを使った通信を介して4人同時対戦が可能となった（PS2版では画面が分割されていたが、PSP版ではフル画面で対戦が出来る）。
なお、PS2版の隠し要素である追加機体・パイロットは最初から解禁されている。